# FA Cup 1910/1911
Čtyřicátý ročník FA Cupu (anglického poháru) se konal od 10. září 1910 do 22. dubna 1911. Celkem turnaj hrálo opět 64 klubů.
Trofej získal poprvé v klubové historii Bradford City AFC, který ve finále porazil obhájce minulého ročníku Newcastle United FC 0:0 a 1:0.